# 細江慎治
細江 慎治（ほそえ しんじ、1967年2月28日 - ）は、ゲームミュージックの作曲家。岐阜県出身。東京都立世田谷工業高等学校電子科、日本電子専門学校CG科卒業。血液型AB型。株式会社スーパースィープ代表取締役。
姉は作家・ゲームライターの細江ひろみ。父は内閣総理大臣賞を受賞した写真家の細江幸治。
名義として「めがてん細江」、「sampling masters MEGA」を使う。「めがてん」の由来は、ナムコ新人の頃にゲーム雑誌に掲載された写真が小さく、目が点になっているように見えたことから、先輩に名付けられた。

## 来歴
1987年、ナムコにアルバイト勤務していた折に、まだBGMが作られていなかった『ドラゴンスピリット』に曲と効果音を作成したことがきっかけで、同社のサウンドチームの一員となる。また同社の中潟憲雄によると、1986年当時サウンド担当者が中潟と小沢純子の2名しかおらず、細江がバンド活動をしているという話を聞きつけサウンドチームに誘ったという。アルバイト時代には『バベルの塔』のマップデザインを手がけている。
当初は楽器が苦手で、曲データを作業端末に直接打ち込み、聴きながら気に入らない点を直して打ち込みし直すという作業を繰り返していたという。独特のメロディラインは「細江節」ともいえるほど特徴的。その後デステクノに目覚め、『F/A』にて大胆にテクノを導入。『リッジレーサー』ではロッテルダムテクノをゲームに持ち込んだ。
1996年、ナムコを退社し、アリカに移籍。さらに2000年2月14日、佐宗綾子らとスーパースィープを設立する。また、崎元仁らと株式会社バスマウスを設立。
本業のゲームミュージック作曲の傍ら、1992年にインディーズレーベル「トルバドールレコード」を相原隆行らと設立。テクノポップバンド「まにきゅあ団」やYMOのパロディバンド「OMY」、初期のリッジレーサーシリーズのサウンドを手がけてきたメンバーによるユニット「Sampling Masters」、民安ともえらとのユニット「テクノライダー」等のバンド活動も行っている。さらにイベントなどではテクノDJとしても活躍している。
無類の酒好き・洋ダメゲー好きを自負する。

## 楽曲担当作品
※作曲が一部のみの作品を含む
- ドラゴンスピリット（1987年）
- ファイナルラップ（1987年）
- クエスター（1987年）
- ギャラガ'88（1987年）
- アサルト（1988年）
- オーダイン（1988年）
- メタルホーク（1988年）
- ダートフォックス（1989年）
- ギャラクシアン3シリーズ（1990年～）
- ドラゴンセイバー（1990年）
- ピストル大名の冒険（1990年）
- ファイナルラップ2（1990年）
- スターブレード（1991年）
- F/A（1992年）
- サイバースレッド（1993年）
- 『リッジレーサー』シリーズ（1993年～）
- サイバーコマンド（1994年）
- マッハブレイカーズ（1995年）
- サイバーサイクルズ（1995年）
- ダートダッシュ（1995年）
- ゼビウス3D/G（1996年）
- ストリートファイターEXシリーズ（1996年～）
- テトリス ザ・グランドマスターシリーズ（1998年～）
- テクニクティクス
- テクニクビート
- Deep Freeze PS2
- ブシドーブレード
- iS internal section
- DRIVING EMOTION TYPE-S
- カスタムロボシリーズ
- ガンダムバトルオンライン
- ロックマンエグゼ トランスミッション
- えんじぇるMAKER 〜ひとつの願い〜
- 羞中恥療室
- セイレムの魔女たち
- スパイクアウト
- あずみ PS2
- パーティー右脳クイズ
- ゼノサーガ エピソードII［善悪の彼岸］ / ゼノサーガフリークス
- NARUTO -ナルト- 激闘忍者大戦!シリーズ
- NARUTO -ナルト- 疾風伝 激闘忍者大戦!EXシリーズ
- 金色のガッシュベル!! 友情タッグバトルシリーズ
- SDガンダム ガシャポンウォーズ
- 絶対音感オトダマスター
- ハンクスワークショップ
- パーフェクトプリンス
- beatmania IIDXシリーズ
- ポップンミュージックシリーズ
- キーボードマニア 3rd MIX
- ウミショー
- 超ドラゴンボールZ
- フォーエバーブルー
- モンスターキングダム・ジュエルサモナー
- FolksSoul -失われた伝承-
- まじしゃんず・あかでみい
- 鋳薔薇
- アンダーディフィート
- DJMAX TECHNIKA
- インペトゥス
- 己の信ずる道を征け
- 極限脱出 9時間9人9の扉
- シスターコントラスト!
- 夏めろ
- PRISMATICSOLID
- Fate/EXTRA
- GIGA WRECKER

### 担当楽曲詳細
（）内は、収録ゲーム名。初出のみ記載。

#### テクニクシリーズ
- Sweet Patch (テクニクティクス)
- 62-1 (テクニクティクス)
- TGM in the Bottle (テクニクティクス) - テトリス ザ・グランドマスター楽曲のリミックス
- Diamond Troll (テクニクティクス)
- Hard Head (テクニクティクス)
- Roteen da Moon (テクニクティクス)
- FAKE WORLD MANIAX (テクニクティクス) - ストリートファイターEX2楽曲のリミックス
- Xevious (ACテクニクビート) - ゼビウス楽曲のリミックス
- Dig Dug (ACテクニクビート) - ディグダグ楽曲のリミックス
- Youkai Doucyuki (ACテクニクビート) - 妖怪道中記楽曲のリミックス
- Thunder Ceptor (ACテクニクビート) - サンダーセプター楽曲のリミックス
- Genpei Toumaden (ACテクニクビート) - 源平討魔伝楽曲のリミックス
- Dragon Buster (ACテクニクビート) - ドラゴンバスター楽曲のリミックス
- Wonder Momo (ACテクニクビート) - ワンダーモモ楽曲のリミックス
- The Tower of Druaga (ACテクニクビート) - ドルアーガの塔楽曲のリミックス
- Stronger (CSテクニクビート) - ストリートファイターEX楽曲のリミックス
- PURACHINA (CSテクニクビート) - プラチナのリミックス

#### beatmania IIDX
- tablets (5th style)
- outer wall (5th style)
- rottel-da-sun (6th style)
- route 80s (6th style)
- rottel-the-Mercury (9th style)
- 1st Samurai (10th style)
- VOX UP (CS DJ TROOPERS) - 青龍との合作
- VOX RUSH (25 CANNON BALLERS) - 青龍、sampling masters AYAとの合作
- Rave lithosphere (27 HEROIC VERSE)

#### ポップンミュージック
- Violently Car (13 カーニバル)
- Chat! Chat! Chat!(ポータブル)

#### キーボードマニア
- EE-AL-K (3rd) - イーアルカンフー楽曲のリミックス
- SENSATION-from SALAMANDER2 (3rd) - 沙羅曼蛇2楽曲のリミックス

#### 太鼓の達人
- Rotter Tarmination (太鼓の達人12)
- dance storm（太鼓の達人Wii 決定版）
- ドドンガド〜ン（太鼓の達人（新））
- SUDDEN GUST OC(太鼓の達人 ドンダブルフェスティバル)

#### レッツタップ
- シティナイトライン
- Kecha-P
- Divers

#### DJMAX
- SON OF SUN (DJMAX TECHNIKA、DJMAX Portable Black Square)
- XLASHER (DJMAX TECHNIKA2、DJMAX Portable 3)
- Bamboo on Bamboo (DJMAX TECHNIKA3)
- Mulch (DJMAX Respect)
- Pharm of Charm(TAPSONIC BOLD)

#### ミュージックガンガン!
- Crowded space (ミュージックガンガン! 2)

#### グルーヴコースター
- Wacky dance ethnic（GROOVE COASTER ZERO、GROOVE COASTER（AC版））

#### maimai
- Like the Wind [Reborn]（maimai PLUS） - パワードリフト楽曲のリミックス
- Moon of Noon（maimai MURASAKi PLUS）
- バーチャルダムネーション（maimai でらっくす） - バーチャレーシング楽曲のリミックス

#### CHUNITHM
- The wheel to the right(CHUNITHM)
- Kattobi KEIKYU Rider (CHUNITHM STAR)

#### SOUND VOLTEX
- On take SUN (SOUND VOLTEX VIVID WAVE)

#### オンゲキ
- Dazzle hop(オンゲキ)
- 怨撃(オンゲキ bright MEMORY)

#### Arcaea
- Avant Raze(Arcaea)

#### 音楽ゲーム以外
- Angels with Scaly Wings（『鱗羽の天使』オープニングテーマ）

## 編曲
- 余命検索サービス X-DAY（サントラ用アレンジトラック担当）
- 鉄拳 （サントラ用アレンジトラック担当）
- 鉄拳2（PS版アレンジ担当）
- ガンバレット （サントラ用アレンジトラック担当）
- スタースイープ（サントラ用アレンジトラック担当）
- ファイターズインパクト（サントラ盤ゲスト編曲家）
- D→A:BLACK Dream Collection（サントラ用アレンジトラック担当）
- バトルガレッガ（セガサターン・PS4版ゲスト編曲家。PS4版のみリミックスも手掛ける）
- オトメディウス ゴージャス!
- オトメディウス エクセレント!
- ラチェット&クランク FUTURE
- サターントリビュートBoosted BATSUGUN（ゲストDJとしてBoosted Remixを手掛ける）